# LOVIBE
『LOVIBE』（ラヴァイブ）は、日本のロックバンドであるTHE BOOMが発表した9枚目のスタジオ・アルバム。2000年10月4日発売。

## 解説
タイトルのLOVIBEとは"LOVE"（愛）と"VIBE"（様子、感じ）を掛けた、宮沢和史の造語。前作『No Control』のレパートリーの広さや激しさとは対照的に、比較的ゆったりとしたメロディの曲が多い、THE BOOMとしては珍しい一枚。
「肩の力を全部抜いて、ズボンのベルトをゆるめて、歌いたい歌を気負わず、しかし丁寧に一曲一曲歌った。THE BOOMの中で最もハッピーなアルバムに仕上がった」と宮沢は語った。
このアルバムをフィーチャーしたツアーはアルバム発売前（9月15日）より開始（通常はアルバム発売後）。
デジタルリマスター盤が2005年8月3日に発売され、ボーナス・トラックが追加された。

## 収録曲
| 全作詞・作曲: 宮沢和史。 |                                                                                     |          |            |      |
| #                        | タイトル                                                                            | 作詞     | 作曲・編曲 | 時間 |
| 1.                       | 「I'm in love with you」                                                            | 宮沢和史 | 宮沢和史   | 4:05 |
| 2.                       | 「子供のように」(シングル「口笛が吹けない」カップリング曲。)                        | 宮沢和史 | 宮沢和史   | 4:26 |
| 3.                       | 「いつもと違う場所で」                                                              | 宮沢和史 | 宮沢和史   | 4:04 |
| 4.                       | 「BOSSA NOVA SWING」                                                                | 宮沢和史 | 宮沢和史   | 3:53 |
| 5.                       | 「夏がとまる」                                                                      | 宮沢和史 | 宮沢和史   | 2:14 |
| 6.                       | 「この広い世界で」                                                                  | 宮沢和史 | 宮沢和史   | 4:15 |
| 7.                       | 「I don't wanna say No」(シングル「いつもと違う場所で」カップリング曲。)            | 宮沢和史 | 宮沢和史   | 4:01 |
| 8.                       | 「そこが僕のふるさと」                                                              | 宮沢和史 | 宮沢和史   | 4:31 |
| 9.                       | 「口笛が吹けない」                                                                  | 宮沢和史 | 宮沢和史   | 4:01 |
| 10.                      | 「天に昇るような気持ち」                                                            | 宮沢和史 | 宮沢和史   | 4:25 |
| 11.                      | 「天に昇るような気持ち (Bossa Version)」(※ボーナス・トラック／2005年再発のみ収録。) | 宮沢和史 | 宮沢和史   | 2:06 |
| 合計時間:                | 合計時間:                                                                           | 42:01    |            |      |